# 雅阳镇
雅阳镇，是中华人民共和国浙江省温州市泰顺县下辖的一个乡镇级行政单位。

## 行政区划
雅阳镇下辖以下地区：
腾阳社区、中村、新联村、和平村、白巢村、百福岩村、埠下村、承天村、东安村、红朱田村、莲头村、沐峰村、吴家墩村、雅阳坪村、福梅村、岭垟村、松垟村、上仁村、下村、上村和灵乾村。